# Râul Valea Grecului, Prahova
Râul Valea Grecului este un curs de apă, afluent al râului Prahova. 